# تشارلز ويلسون باغنال
الفريق تشارلز ويلسون باغنال (من مواليد 15 أبريل 1934، وتُوفي في 30 يونيو 2015) هو ضابط بالجيش الأمريكي. كان قائدًا للقيادة الغربية للجيش الأمريكي (والتي عُرفت لاحقًا بالجيش الأمريكي بالمحيط الهادئ) من عام 1985 إلى 1989. كما شغل في السابق منصب نائبًا للقائد العام لتدريب قادة الجيش الأمريكي في الولايات المتحدة، ونائب المشرف بالأكاديمية العسكرية من عام 1977 إلى عام 1980، وقائد الفرقة 101 المحمولة جوًا من عام 1981إلى عام 1983، وقائد مديرية إدارة شؤون الموظفين لمركز الأفراد العسكريين بالجيش الأمريكي، ومساعد خاص لنائب رئيس طاقم العاملين.
تخرّج تشارلز من الأكاديمية العسكرية الأمريكية، وكلية القيادة والأركان العامة لجيش الولايات المتحدة، ومعهد جورجيا التقني، والكلية الحربية للجيش الأمريكي، ومدرسة ماكلناغان الثانوية في فلورنسبكارولاينا الجنوبية. وتقاعد في 31 أغسطس 1989، وحصل في وقت لاحق على شهادته القانونية من جامعة كارولينا الجنوبية ومارس القانون. أقام في كولومبيا مع زوجته باتسي. وتُوفي في 30 يونيو 2015 بعد معركة مع اللوكيميا.